# Antonio Lorca López
Antonio Lorca López (Arahal, 17 de febrero de 1954) es un periodista español, crítico taurino del periódico El País y autor de varios libros. A lo largo de su carrera profesional ha desempeñado cargos como miembro del Consejo Asesor de Radio Televisión de Andalucía, director de comunicación en la Confederación de Empresarios de Andalucía hasta 2013 y miembro del profesorado de títulos propios de la Universidad Internacional de Andalucía.

## Trayectoria profesional
Licenciado en Ciencias de la Información por la Universidad Complutense de Madrid, Antonio Lorca inicia su andadura periodística dentro del periódico sevillano El Correo de Andalucía entre 1978 y 1989, ocupando distintos puestos hasta llegar al cargo de redactor jefe y director adjunto del diario. Tras su salida, entra a formar parte de la dirección de Comunicación de la Confederación de Empresarios de Andalucía, puesto de responsabilidad que asumirá hasta 2013 cuando se verá afectado, junto con otros directivos de la plantilla de la patronal, por un expediente de regulación de empleo.
En 2006, entra a formar parte de la comunicación autonómica a través del Consejo Asesor de la televisión pública andaluza, compartiendo mesa con periodistas como Sergio Moreno, Alejandro Martín, Sebastián Cano, Trinidad Villanueva o Antonio Souvirón, entre otros. Lorca compatibilizará estas ocupaciones con su participación en títulos propios de la Universidad Internacional, organizado junto al Asociación para el Progreso de la Comunicación.
Como periodista y crítico taurino inició su labor en 1992 en El Correo de Andalucía pero también en El Sol y en El País, donde se encargará de la información taurina junto con Joaquín Vidal hasta la muerte del veterano periodista en 2002, momento en el que asumirá la dirección de los contenidos sobre tauromaquia.
Como experto en comunicación taurina, ha participado en ciclos como los organizados por la Universidad de Sevilla, donde se analizó el estado y futuro de la crítica taurina como género periodístico, o en las Jornadas taurinas de la Universidad de Granada.

## Obras

### Libros
- Pepe Luis Vargas: la fuerza de una pasión (Sevilla: Rodríguez Castillejo, 1987).
- La mirada del tiempo: memoria gráfica de la historia y la sociedad españolas del siglo XX [Prólogo] (Madrid: El País, 2006).[7]
- José María Javierre: la sonrisa seductora de la Iglesia (Salamanca: Sígueme, 2010).[8]
- Pepe Luis Vázquez: torero de culto (Sevilla: El Paseo, 2017).[9]

### Blog
- El toro, por los cuernos (El País, 2016 - Actualidad)[10]